# Viktor Bologan

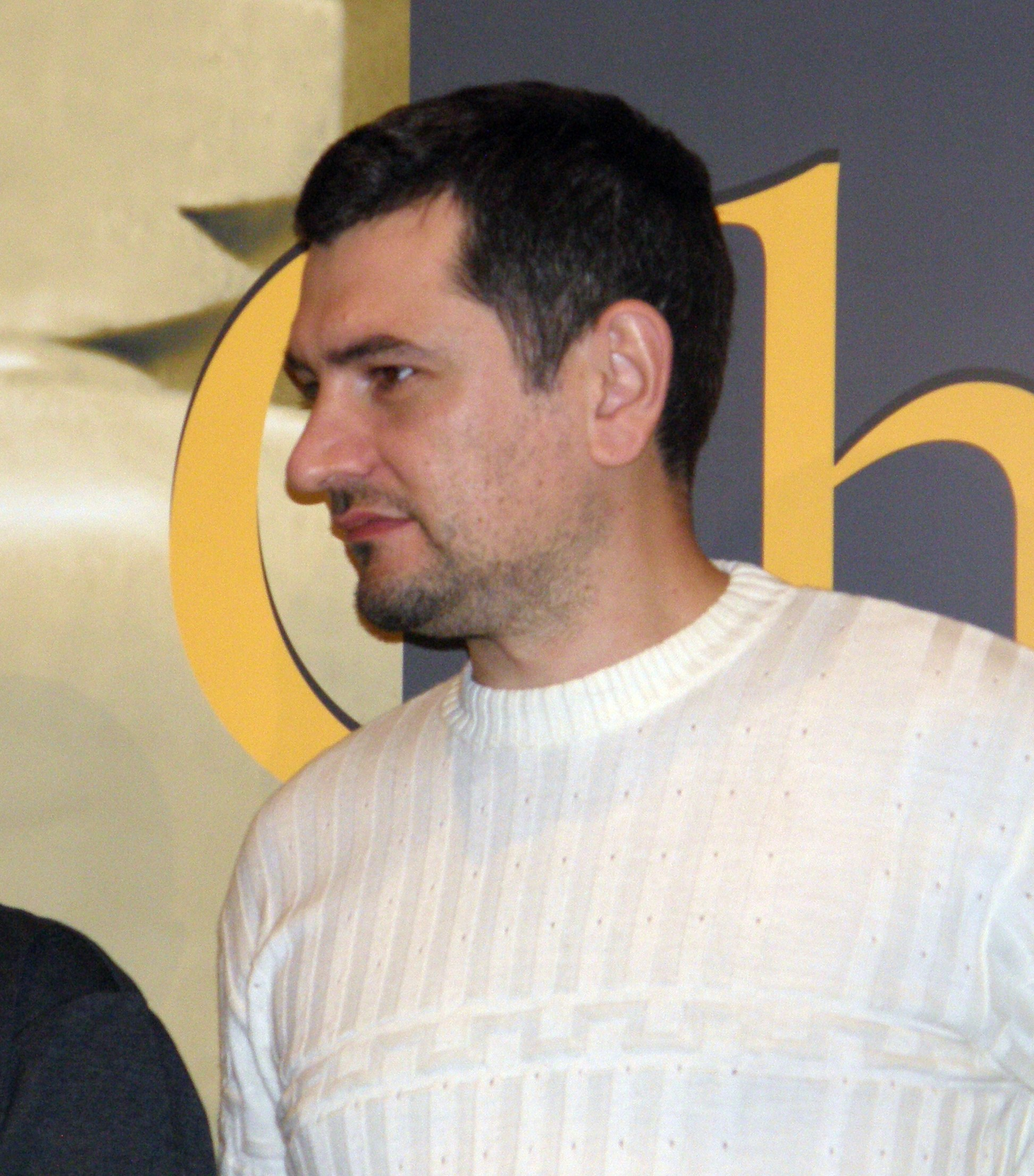
Viktor Bologan (2007)

Viorel (Victor) Bologan (Chisinau, 14 december 1971) is een Moldavisch schaker. Sinds 1991 is hij een grootmeester (GM). 

## Jeugd
Bologan leerde op zevenjarige leeftijd van zijn vader schaken. Sinds 1981 had hij een vaste schaaktrainer, vijf jaar later werd dat de gerenommeerde trainer Vjatsjeslav Tsjebanenko. In 1984 was hij op 13-jarige leeftijd al kandidaat-meester. Bologan behaalde in 1989 zijn eerste grote resultaat bij de Sovjetkampioenschappen voor jeugdteams in Kramatorsk, toen hij samen met Boris Gelfand en Aleksej Sjirov het beste resultaat aan het eerste bord behaalde. 

## Opleiding
Bologan voltooide in 1993 zijn opleiding aan het Lichamelijke Cultuur en Sport Instituut van Moskou. In 1996 verdedigde hij aan de Russische Staatsuniversiteit voor Lichamelijke Opvoeding, Sport, Jeugd en Toerisme, met succes zijn proefschrift over de methodiek in de voorbereiding van topschakers.

## Resultaten
- In 1990 werd hij Internationaal Meester (IM).
- In 1991 werd hij grootmeester[2] na toernooi-overwinningen in Xanthi en in Jūrmala bij het "Toernooi van jonge Sovjet-meesters".
- In 1993 won hij een toernooi in Ostrava en twee toernooien in Las Palmas.
- In 1995 won hij een toernooi in Moskou.
- In 1997 won hij het New York Open, gedeeld met Michał Krasenkov.
- In 1999 werd hij tweede achter Joël Lautier in Enghien-les-Bains en won in Belfort.
- In 2000 won hij in Minsk en in Beijing.

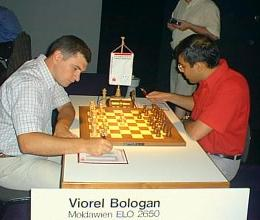
Bologan - Anand, Dortmund 2003

- Op het Najdorf Memorial 2000 in Buenos Aires deelden Bologan en Judit Polgár met 6.5 punt de eerste plaats, voor Nigel Short (derde met 6 punten) en Anatoli Karpov.
- In 2000 en in 2001 won hij in Poikovski het "Anatoli Karpov" internationaal toernooi, voor Smbat Lpoetjan, Sergej Roebljovski en Vadim Zvjaginsev.[3] Op hetzelfde toernooi werd hij eerste in 2005 (gedeeld met Étienne Bacrot, en voor Aleksandr Grisjtsjoek, Aleksej Drejev en Pjotr Svidler)[4] en in 2015.[5]
- Ook werd hij in 2001 gedeeld eerste in Shanghai.
- Rond de jaarwisseling 2001/02 won Bologan in Pamplona, voor Teymur Rəcəbov en Ulf Andersson.
- In december 2002 won hij in Pamplona, samen met Rustam Kasimdzjanov, een toernooi met vier deelnemers.
- In 2003 won Bologan het Aeroflot Open in Moskou.
- In het toernooi van de Dortmunder Sparkasse in 2003 eindigde Bologan met 6.5 uit tien op de eerste plaats, Vladimir Kramnik werd tweede met 5.5 punt en Visnawathan Anand eindigde met 5.5 punt op de derde plaats.[6][7]
- In 2004 eindigde hij in Wijk aan Zee als vijfde, voor onder andere Vladimir Kramnik, Jevgeni Barejev, Pjotr Svidler en Aleksej Sjirov.
- In mei 2005 werd in Sarajevo het 35 Supertoernooi Bosna 2005 verspeeld dat door de grootmeesters Bologan en Ivan Sokolov met 6.5 uit negen gewonnen werd. Artjom Timofejev eindigde met 5.5 punt op de derde plaats.
- In juli 2005 werd in Edmonton het Canada open 2005 gespeeld dat na de tie-break gewonnen werd door Vasyl Ivantsjoek met acht punten uit tien ronden. Aleksej Sjirov eindigde eveneens met acht punten op de tweede plaats terwijl de 16-jarige Mark Bluvshtein met acht punten derde werd. Bologan werd vierde eveneens met acht punten. Er waren 222 deelnemers.
- In oktober 2005 speelde hij mee in het Karabach-toernooi en eindigde daar met 4 uit 9 op een gedeelde vijfde plaats.

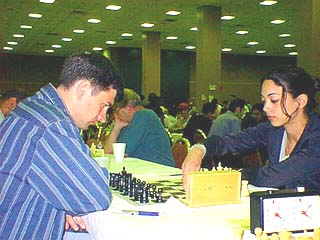
2005: Bologan versus Anna Kan (worldopen.com)

- In 2005 won hij een toernooi in Sarajevo, gedeeld met Ivan Sokolov. Dankzij deze resultaten bereikte hij de Elo-rating 2700.
- In 2006 werd Bologan gedeeld eerste op het Aeroflot Open in Moskou. Via de tiebreak-score was hij tweede, en was Baadoer Dzjobava de winnaar.
- In 2006 won hij in Dresden de snelschaak-porceleincup met 9 pt. uit 9 partijen. In hetzelfde jaar werd hij derde in Foros (op de Krim, in Oekraïne), na Sergej Roeblevski en Vasyl Ivantsjoek.
- In mei 2010 werd hij gedeeld eerste met Wang Hao en Zahar Efimenko op het Bosnië Internationaal Open toernooi in Sarajevo.[8]
- In 2012 verkreeg hij de titel FIDE Senior Trainer.

## Schaken in teams

### Nationale teams
Vanaf 1992 nam Bologan elf keer deel aan Schaakolympiades, met een totaalscore van 67.5 punten uit 116 partijen. Dit waren de Olympiades in 1992, 1994, 1996, 1998, 2002, 2004, 2006, 2008, 2010, 2012 en 2014.
In 1992, 2011 en 2015 nam hij met het team van Moldavië deel aan het Europees schaakkampioenschap voor landenteams, spelend aan het eerste bord, waarbij hij in 2015 een individuele gouden medaille won.

### Schaakverenigingen
In de Duitse bondscompetitie speelde Bologan van 1992 tot 1999 voor Dresdner SC (tot 1994: Post SV Dresden) en van 2011 tot 2014 voor Schachclub Eppingen. In de Britse Four Nations Chess League speelde hij in 2001/02, 2004/05 en 2005/06 voor Wood Green, waarmee hij in 2005 en 2006 kampioen van Groot-Brittannië werd. In de Franse competitie speelde hij tot 2008 bij Club de Orcher la Tour Gonfreville, vervolgens voor Club de Mulhouse Philidor. De Russische competitie won Bologan in 2003 met Ladja Kasan-1000, en in 2005, 2007 en 2012 met Tomsk-400. In de Spaanse competitie speelde hij van 2004 tot 2006 voor UGA Barcelona, in 2007 voor CA Cuna de Dragones-Ajoblanco Mérida en in 2011 voor CA Linex-Magic Mérida.
Tussen 1995 en 2014 nam Bologan 14 keer deel aan de European Club Cup. Hij won deze in 1996 met Sberbank Tatarstan Kasan, in  2005 en in 2006 met Tomsk-400. In 2004 werd hij tweede met het team van ŠK Bosna Sarajevo en in 2013 met Malachit Ekaterinenburg. Derde werd hij in 2001 met Gasovik Tjumen,  in 2007 met ShK Tomsk-400 en in 2014 met Malachit Ekaterinenburg. De beste individuele prestatie behaalde Bologan in 2004 aan bord 4 en in 2014 aan het tweede reservebord.

## Boeken
- Bologan, Victor (2007). Victor Bologan. Selected Games 1985–2004. Russell Enterprises Inc. ISBN 978-1-888690-37-8
- Bologan, Victor (2008). The Chebanenko Slav According to Bologan. New In Chess. ISBN 978-90-5691-246-8.
- Bologan, Victor (2009). The King's Indian According to Bologan. A Complete Black Repertoire. Chess Stars. ISBN 978-954-8782-71-5.
- Bologan, Victor (2011). The Rossolimo Sicilian. New In Chess. ISBN 978-90-5691-345-8.
- Bologan, Victor (2012). The Powerful Catalan. A Complete Repertoire for White. New In Chess. ISBN 978-90-5691-401-1.
- Bologan, Victor (2014). Bologan's Black Weapons in the Open Games. How to Play for a Win if White Avoids the Ruy Lopez. New In Chess. ISBN 9056915436.

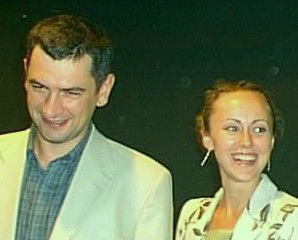
Bologan met echtgenote, Dortmund 2003

- Bologan, Victor (2015). Bologan's Ruy Lopez for Black. How to Play for a Win against the Spanish Opening. New In Chess. ISBN 978-90-5691-607-7
- Bologan, Victor (2017). Bologan's King's Indian. A Modern Reportoire for Black. New In Chess. ISBN 978-9056917203
- Bologan, Victor (2018). Bologan's Caro-Kann. A Modern Repertoire for Black. New In Chess. ISBN 978-9056917784

## Persoonlijk leven
Hij is gehuwd en het echtpaar heeft drie kinderen. 